# یابلانیتسا (توتین)
یابلانیتسا (به صربی: Jablanica) یک منطقهٔ مسکونی در صربستان است که در توتین، صربستان واقع شده‌است. یابلانیتسا ۸۵ نفر جمعیت دارد.